# برونشتورف
برونشتورف (به آلمانی: Brunstorf) یک شهر در آلمان است که در هرتسوگتوم لاونبورگ واقع شده‌است. برونشتورف ۶۲۳ نفر جمعیت دارد.